# Stefan Postma
Stefan Postma (Utrecht, 10 de junho de 1976) é um ex-futebolista neerlandês que jogava como goleiro<. É atulamente treinador de goleiros do AGOVV, seu último clube como profissional.

## Carreira
Revelado pelo USV Elinkwijk, pequeno clube de sua cidade, Postma estreou profissionalmente em 1995, no Utrecht. Em 5 temporadas, jogou apenas 33 vezes. Em 2000, assinou com o De Graafschap, disputando 67 jogos até 2002, quando foi para a Inglaterra, onde foi contratado pelo Aston Villa por 1,5 milhão de libras.
Nos Villans, o goleiro atuou apenas 13 vezes, chegando a ser emprestado para o Wolverhampton Wanderers em 2005. No ano seguinte, os Wolves contrataram Postma em definitivo, entrando em campo 17 vezes - contabilizando a passagem por empréstimo, foram 29 jogos. De volta aos Países Baixos ainda em 2006, vestiu as camisas do ADO Den Haag e novamente do De Graafschap (não entrou em campo) até 2008.
Após uma curta passagem pelo futebol do Chipre, onde representou o Ermis Aradippou em apenas 4 partidas, Postma regressou novamente ao seu oaís para defender o AGOVV, jogando 65 vezes antes de sua aposentadoria, em 2011, passando a trabalhar como treinador de goleiros, função que também exerceria nos juniores do FC Utrecht entre 2012 e 2013, quando voltou a integrar a comissão técnica dos De Blauwen.

## Vídeo íntimo
Em 2006, quando defendia o ADO Den Haag, o goleiro foi protagonista de um vídeo íntimo divulgado por uma ex-namorada enquanto praticavam relações sexuais. No vídeo, ela utiliza uma cinta peniana.
Com a repercussão do caso, uma produtora de jogos fez um jogo erótico que mostra o goleiro sem roupa, de costas e embaixo de uma trave, onde o jogador teria que atirar objetos.